# Sergio Volpi
Sergio Volpi, född 2 februari 1974, är en italiensk före detta fotbollsspelare.
Sergio Volpi spelar som mittfältare för Bologna FC i Serie A. Han har en viktig roll som central mittfältare samt spelfördelare och är en viktig pjäs i Siniša Mihajlović's lagbygge. Volpi spelade innan dess sex säsonger för UC Sampdoria där han under en tid var lagkapten. Han har även spelat 2 A-landskamper för Italien.